# 뇌내 포이즌 베리
《뇌내 포이즌 베리》(일본어: 脳内ポイズンベリー)는 미즈시로 세토나의 만화 작품이다.

## 줄거리
30세 목전, 회식에서 23세의 남자에게 한눈에 반해버린 이치코. 후일, 역에서 우연히 그를 본 이치코의 뇌내에서는, 말을 걸 것인가 아닌가, 의견이 대립하고 있었다.

## 등장인물
사쿠라이 이치코
30세.
이치코의 뇌내 캐릭터
- 요시다 - 의장을 맡는 안경남.
- 이케다 - 네거티브 사고의 여자.
- 하토코 - 고스로리풍으로 어레인지한 복장의 여자.
- 이시바시 - 쾌활한 남자.
- 키시 - 기록계 남성.

사오토메 료이치
23세.
오치
카와카미의 친구.
카와카미 레이코
이치코의 친구.

## 서지 정보
일본
- 미즈시로 세토나 《뇌내 포이즌 베리》 슈에이샤 〈퀸즈 코믹스〉 기간 4권 (2014년 9월 현재)
  1. 2011년 5월 19일 발매, ISBN 978-4-08-865626-7
  2. 2012년 7월 25일 발매, ISBN 978-4-08-865658-8
  3. 2013년 8월 23일 발매, ISBN 978-4-08-865666-3
  4. 2014년 9월 25일 발매, ISBN 978-4-08-865670-0

대한민국
- 대원씨아이 기간 3권 (2016년 4월 현재)
  1. 2013년 1월 15일, ISBN 9788967257514
  2. 2013년 2월 15일, ISBN 9788967258771
  3. 2016년 4월 15일, ISBN 9791133415007

## 영화
2015년 5월 9일, 일본에서 전국 토호 계열로 공개되었다. 감독은 사토 유이치가 맡았다.

### 캐스트
- 사쿠라이 이치코 - 마키 요코
- 요시다 - 니시지마 히데토시
- 이시바시 - 카미키 류노스케
- 이케다 - 요시다 요
- 하토코 - 사쿠라다 히요리
- 키시 - 아사노 카즈유키
- 사오토메 료이치 - 후루카와 유키
- 오치 - 성하